# Pathfinder (raketoplán)

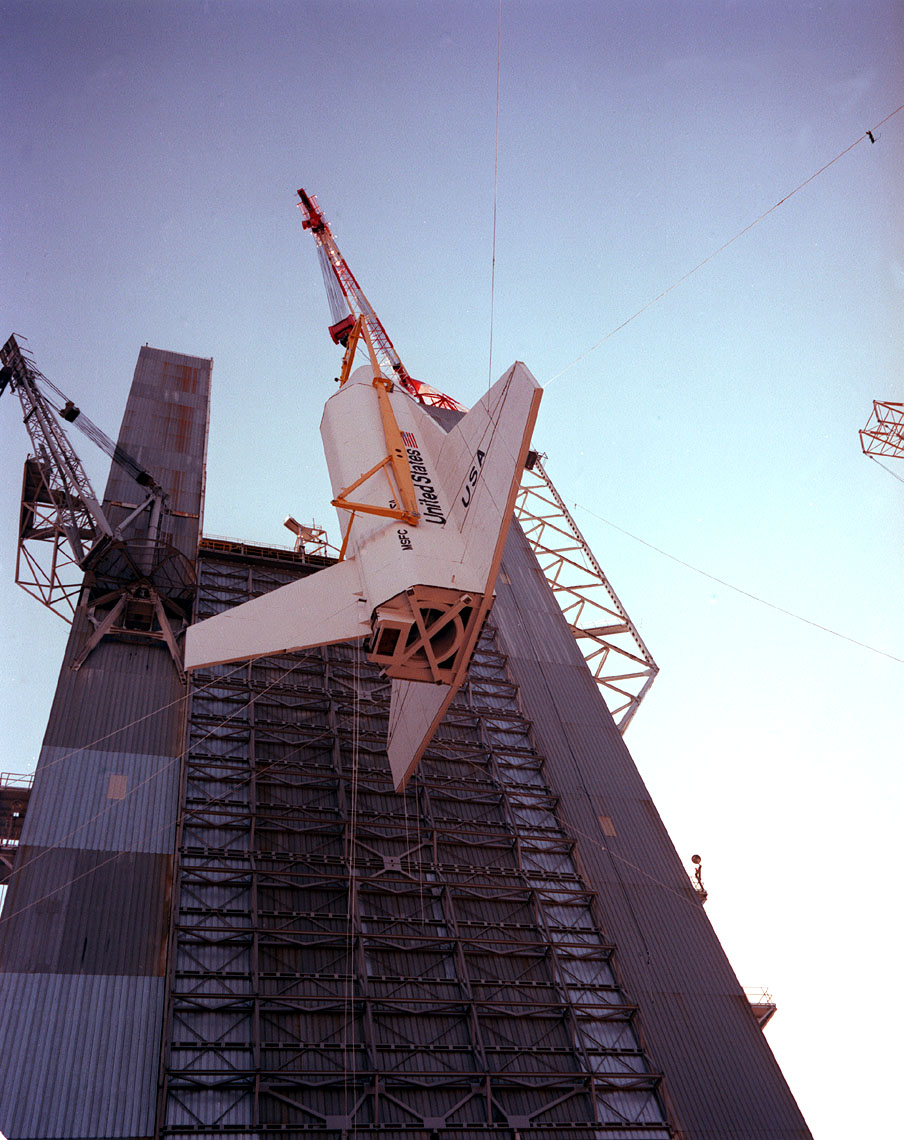

Pathfinder je maketa družicového stupně raketoplánu (původně bezejmenná) vyrobená z oceli a dřeva. Byl postaven v Marshall Space Flight Center v roce 1977 pro testy pozemních zařízení (jeřábů apod.). Později byl převezen do Kennedyho vesmírného střediska pro výcvik pozemního personálu v montážní hale VAB a na přistávací dráze. Má přibližně stejné rozměry a hmotnost jako skutečný Space Shuttle a umožnil tak výcvik bez nutnosti používání mnohem dražšího a choulostivějšího Enterprise.
Poté, co byl mnoho let bez užitku umístěn ve skladu, zaplatila japonská organizace jeho renovaci. Maketa dostala nový tvar, více připomínající skutečný raketoplán a byla pojmenována Pathfinder. Od června 1983 do srpna 1984 byla umístěna v expozici „Great Space Shuttle Exposition“ v Tokiu. Po výstavě byl Pathfinder převezen zpět do USA do United States Space & Rocket Center v Alabamě.

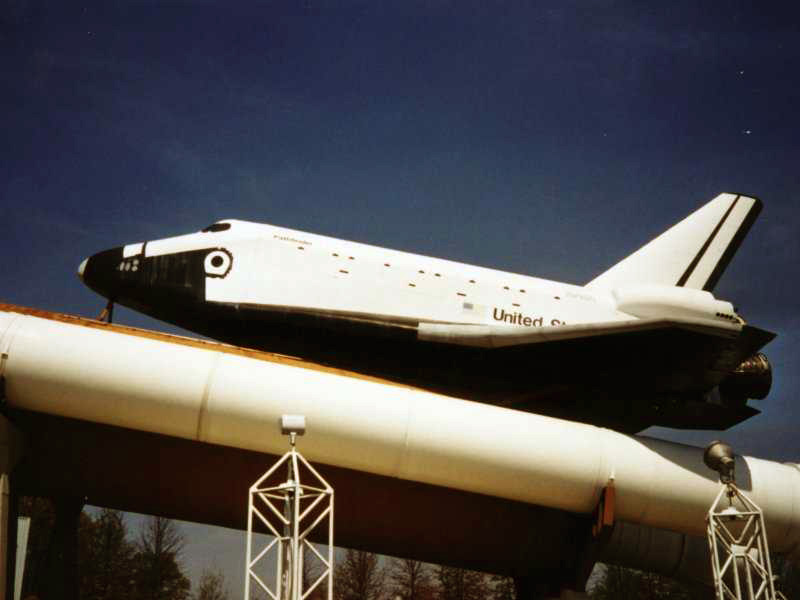
Pathfinder vystavený v United States Space & Rocket Center

V současné době je vystaven v kompletní montáži s nádrží ET a dvěma prototypy SRB vyvinutými po zkáze Challengeru. V roce 1999 technici z NASA odebrali přední části z obou vystavených SRB. I když se SRB po každém letu opravují a znovu používají, několik jich bylo poškozeno nebo zničeno. Vystavené prototypy tedy musely být použity na náhradní součástky.